# Rydge Conseil
Rydge Conseil est une entreprise française d'expertise comptable et conseil, spécialisé dans les TPE et PME. 
Présentée comme "la filiale de KPMG destinée au Conseil aux Entrepreneurs", sa création a été annoncée le 13 janvier 2025. Il s'agit d'une filiale du groupe KPMG qui se sépare ainsi de son activité TPE/PME en France afin de restructurer profondément son activité, de se spécialiser et rester compétitif. Selon la volonté de Marie Guillemot, présidente du directoire de KPMG France, KPMG se recentre sur son activité principale auprès des grandes entreprises en France, tandis que RYDGE pourra se spécialiser dans les TPE-PME, lui permettant d'être compétitif, tout en bénéficiant de l'appui du groupe, de la structure et du portefeuille de clients déjà existants.